# Еволюційна стратегія
Еволюційна стратегія (англ. Evolution strategy) - евристичний метод оптимізації в розділі  еволюційних алгоритмів, заснований на адаптації та еволюції. Метод розроблений в 1964 році німецьким вченим Інго Рехенбергом і розвинений надалі Хансом-Полом Швефелом та іншими.

## Основні принципи
Еволюційна стратегія схожа з  генетичним алгоритмом, але існує кілька істотних відмінностей.
Еволюційна стратегія оперує векторами дійсних чисел. При пошуку рішення в еволюційної стратегії спочатку відбувається мутація і схрещування особин (див. про оператори мутації і схрещування в статті Генетичний алгоритм) для отримання нащадків, потім відбувається детермінований відбір без повторень найкращих особин із загального покоління батьків і нащадків. Як мутації часто використовується додавання нормально розподіленої випадкової величини до кожного компонента вектора. При цьому параметри нормального розподілу самоадаптуются в процесі виконання алгоритму.